# Sylabariusz mende

Trzy pierwsze znaki pisma mende:ki-ka-ku

Sylabariusz mende, pismo ki-ka-ku (od pierwszych liter) – system pisma opracowany przez Kisimi Kamarę w roku 1921 dla języka mende w Sierra Leone na podstawie pisma stworzonego wcześniej dla języka vai przez Momolu Duwalu Bukele. Podobnie jak Bukele, Kamara utrzymywał, że inspiracją była dlań wizja senna. Sylabariusz ten zawiera 195 znaków.